# Sultane (Q177)
Pour les autres navires du même nom, voir Sultane (sous-marin).
La Sultane (Q177) est un sous-marin français de la Marine nationale, de classe Argonaute. Elle a servi pendant l'entre-deux-guerres et la Seconde Guerre mondiale.